# Архангельське (Баштанський район)
Арха́нгельське — село в Україні, у Привільненській сільській громаді Баштанського району Миколаївської області. Населення становить 205 осіб.

## Населення
Згідно з переписом УРСР 1989 року чисельність наявного населення села становила 182 особи, з яких 86 чоловіків та 96 жінок.
За переписом населення України 2001 року в селі мешкали 204 особи.

### Мова
Розподіл населення за рідною мовою за даними перепису 2001 року:
| Мова       | Відсоток |
| ---------- | -------- |
| українська | 98,54 %  |
| російська  | 1,46 %   |